# Tasman Bay / Te Tai-o-Aorere
Die Tasman Bay / Te Tai-o-Aorere, vielfach auch nur als Tasman Bay bekannt, ist eine große V-förmige Bucht an der Nordspitze der Südinsel von Neuseeland.

## Namensherkunft
Sowie auch die Tasmansee wurde die Tasman Bay zu Ehren des niederländischen Seefahrers und Entdeckers Abel Tasman benannt.

## Geographie
Die Tasman Bay / Te Tai-o-Aorere deckt Teile von drei Verwaltungsregionen des Landes ab, dem Tasman District im Westen, dem Marlborough District im Osten und dem Stadtgebiet von Nelson in der Mitte. Die Bucht umfasst damit eine ungefähre Seefläche von 2000 km² in Form einer dreieckigen Fläche, die von Nelson entlang der westlich verlaufenden Küste bis zum Separation Point / Te Matau reicht und auf der östlichen Seite von Nelson bis zur südlichen Spitze von Rangitoto ki te Tonga / D’Urville Island bemessen wird. Die Küste erreicht dabei eine ungefähre Länge von 145 km.
Die Zuflüsse zu der Bucht sind sehr zahlreich und umfassen neben den in der Infobox aufgelisteten Flüssen auch unzählige kleinere und größere Streams. Nach Norden hin weitet sich die Bucht auf eine Breite von rund 68 km hin zur Tasmansee.
Nordwestlich der Tasman Bay / Te Tai-o-Aorere öffnet sich die Golden Bay / Mohua auf einer Breite von rund 25 km. Die Bucht, die von Abel Tasman nach leidvollen Erfahrungen ursprünglich „Mörderbucht“ genannt wurde, diente ihm 1642 als Ankerplatz.
Entlang der Bucht befindet sich neben der größeren Stadt Nelson im Süden noch ein Ort namens Motueka an der Westküste. Alle anderen Orte bestehen aus kleineren Ansiedlungen.

## Infrastruktur
An der Ostseite der Bucht führt der New Zealand State Highway 6 (SH 6) von Nordosten kommend direkt nach und durch Nelson, während die Westseite der Bucht über den SH 60 bis Riwaka erschlossen wird.
Die Stadt Nelson verfügt über einen kleinen Flughafen, der von den Maschinen der Air New Zealand angeflogen wird, und der Hafen der Stadt kann von kleineren und mittelgroßen Frachtern angefahren werden.

## Schutzgebiete
Der nordwestliche Teil der Küste der Bucht grenzt an den rund 235 km² Abel Tasman National Park, der im Jahr 1942 gegründet wurde. Zwei weitere Schutzgebiete befinden sich in den Gewässern der Bucht. Das ist zum einen das Tonga Island Marine Reserve, das sich an der westlichen Küste von Awaroa Head im Norden bis kurz vor der Bark Bay im Süden hinzieht und die Insel Tonga Island mit einschließt. Das Schutzgebiet umfasst eine Fläche von 1835 Hektar. Das Andere Schutzgebiet befindet sich auf der östlichen Seite der Tasman Bay. Das Horoirangi Marine Reserve deckt eine Fläche von 904 Hektar ab und erstreckt sich an der Küste von dem südlichen Ende der Cable Bay bis südwestlich hinunter zur kleinen Siedlung Glenduan